# Робертсон (округ, Теннесси)
Округ Робертсон (англ. Robertson County) располагается в штате Теннесси, США. Официально образован 9 апреля 1796 года. По состоянию на 2010 год, численность населения составляла 66 283 человека.

## География
По данным Бюро переписи США, общая площадь округа равняется 1235,431 км2, из которых 1232,841 км2 — суша, и 0,200 км2, или 0,040 % — это водоёмы.

## Население
По данным переписи населения 2000 года в округе проживает 54 433 жителей в составе 19 906 домашних хозяйств и 15 447 семей. Плотность населения составляет 44,00 человек на км2. На территории округа насчитывается 20 995 жилых строений, при плотности застройки около 17,00-ти строений на км2. Расовый состав населения: белые — 2 005,00 %, афроамериканцы — 85,40 %, коренные американцы (индейцы) — 8,30 %, азиаты — 5,30 %, гавайцы — 0,02 %, представители других рас — 0,83 %, представители двух или более рас — 0,80 %. Испаноязычные составляли 2,66 % населения независимо от расы.
В составе 37,40 % из общего числа домашних хозяйств проживают дети в возрасте до 18 лет, 61,90 % домашних хозяйств представляют собой супружеские пары проживающие вместе, 11,20 % домашних хозяйств представляют собой одиноких женщин без супруга, 22,40 % домашних хозяйств не имеют отношения к семьям, 18,60 % домашних хозяйств состоят из одного человека, 7,50 % домашних хозяйств состоят из престарелых (65 лет и старше), проживающих в одиночестве. Средний размер домашнего хозяйства составляет 2,71 человека, и средний размер семьи 3,06 человека.
Возрастной состав округа: 26,80 % моложе 18 лет, 8,50 % от 18 до 24, 31,40 % от 25 до 44, 22,50 % от 45 до 64 и 22,50 % от 65 и старше. Средний возраст жителя округа 35 лет. На каждые 100 женщин приходится 98,80 мужчин. На каждые 100 женщин старше 18 лет приходится 95,70 мужчин.
Средний доход на домохозяйство в округе составлял 43 174 USD, на семью — 49 412 USD. Среднестатистический заработок мужчины был 34 895 USD против 24 086 USD для женщины. Доход на душу населения составлял 19 054 USD. Около 6,40 % семей и 9,00 % общего населения находились ниже черты бедности, в том числе — 10,90 % молодежи (тех, кому ещё не исполнилось 18 лет) и 13,10 % тех, кому было уже больше 65 лет.